# Thanksgiving Tower
Thanksgiving Tower je mrakodrap v Dallasu. Má 50 podlaží a výšku 196,5 metrů. Byl dokončen v roce 1982 podle projektu, který vypracovala firma HKS. Tehdy šlo o druhou nejvyšší budovou v Dallasu. V současnosti je tento kancelářský objekt ve vlastnictví firmy Younan Properties, Inc.